# Olendy
Olendy (do 31 grudnia 2002 Olędy) – wieś w Polsce położona w województwie podlaskim, w powiecie bielskim, w gminie Rudka.
W latach 1975–1998 miejscowość administracyjnie należała do województwa białostockiego. 1 stycznia 2003 nastąpiła zmiana nazwy wsi z Olędy na Olendy.
W 2011 roku miejscowość zamieszkiwało 267 osób.
Wierni kościoła rzymskokatolickiego należą do parafii Trójcy Przenajświętszej w Rudce.